# مپل گروو، شهرستان باری، میشیگان
مپل گروو (به انگلیسی: Maple Grove Township) یک منطقهٔ مسکونی در ایالات متحده آمریکا است که در شهرستان بری، میشیگان واقع شده‌است.
 مپل گروو ۹۳٫۳ کیلومتر مربع مساحت و ۱٬۵۹۳ نفر جمعیت دارد و ۲۹۲ متر بالاتر از سطح دریا واقع شده‌است.